# Universitas

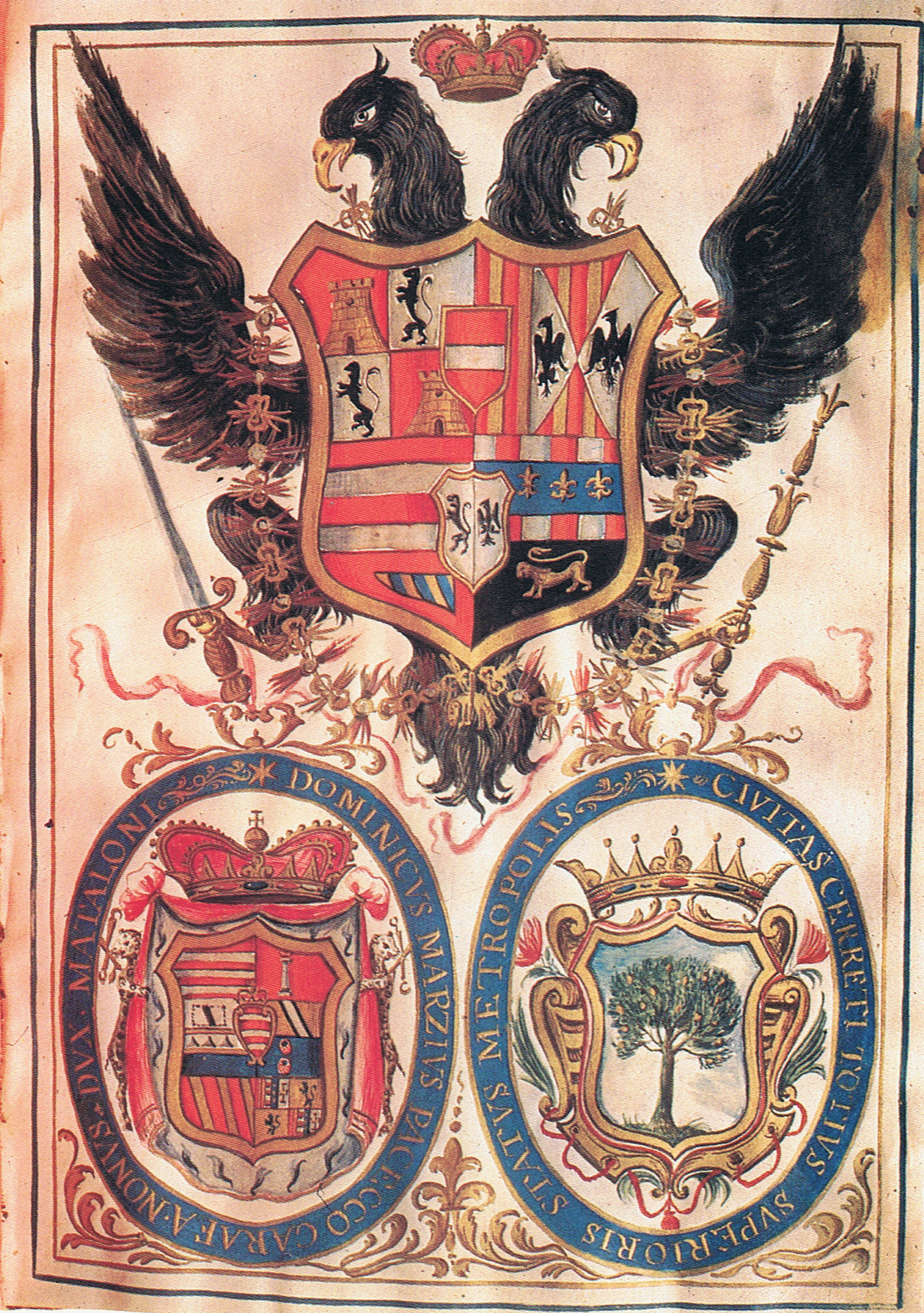
Copia del 1725 degli Statuti di Cerreto Sannita, con gli stemmi di Casa d'Austria, dei feudatari Carafa e dell'Universitas.

Le universitates (dal latino universitas, -tis), definite anche  università del Regno (o semplicemente "università"), è il termine che generalmente indicava i comuni dell'Italia meridionale, sorti già sotto la dominazione longobarda e successivamente infeudati con le conquiste dei Normanni. La loro evoluzione storica è differente rispetto ai liberi comuni sorti nell'Italia centro-settentrionale nel Medioevo.
Più in generale sono "uno specifico ente collettivo, la universitas civium o universitas loci, che si autogoverna entro certi ambiti e con determinati poteri tradizionali, in dipendenza da un’autorità superiore di varia natura (regia, feudale, cittadina) con la quale contratta in occasioni ordinarie o straordinarie (dedizioni, rese, passaggi di signoria o di dinastia) sia la propria costituzione (e la riforma della stessa), sia le modalità, talvolta anche la consistenza, delle proprie contribuzioni in denaro e in servizi".
Durante il dominio di Federico II si usava il termine "comune", mentre Carlo I d'Angiò lo mutò in universitas (da universi cives, "unione di tutti i cittadini"), ordinando la distruzione dei sigilli comunali. Le università sopravvissero sino all'abolizione del feudalesimo avvenuta con decreto del 2 agosto 1806, ad opera di Giuseppe Bonaparte.

## Storia
Con l'avvento dei Longobardi molte comunità del mezzogiorno conservarono usi propri ed istituzioni che in alcuni casi risalivano all'epoca romana. I Normanni concessero tali terre in feudo a persone di fiducia, togliendo loro l'autonomia ma il più delle volte rispettando le antiche consuetudini. Successivamente Federico II di Svevia limitò i privilegi dei feudatari e riconobbe personalità giuridica alle universitates (tale definizione, intesa come comunità di cittadini rappresentate da singoli soggetti, compare peraltro già in un documento di epoca normanna del 1105).
A partire dai governi degli Angioini e degli Aragonesi il numero e la potenza dei feudatari locali crebbe notevolmente, indebolendo così il potere reale e ingerendo pesantemente nell'elezione dei magistrati delle universitates. Queste ultime, impotenti di trovare un rimedio e gravate da pesanti oneri, finirono per cedere alle pressioni feudali o, al contrario, tentarono di proclamarsi al demanio regio avviando lunghe, dispendiose e inutili liti presso il Sacro Regio Consiglio di Napoli. Altre comunità, invece, tentarono di accordarsi con i feudatari con l'emanazione degli Statuti comunali che definivano obblighi e diritti reciproci e dettavano norme in materia di diritto civile, penale, commerciale ed amministrativo del comune. La medesima forma giuridica ed istituzionale (l'universitas) connota dunque realtà insediative e politiche assai diverse, dal villaggio rurale alla città, alla sua stessa articolazione interna. Rappresentavano – stabilmente o occasionalmente – parti sociali o parti del territorio.
Le tensioni fra i feudatari e i magistrati delle Universitates toccarono punte drammatiche a partire dal regno di Alfonso d'Aragona quando questi confermò ai baroni il "Mero e Misto Imperio", cioè la giurisdizione completa in materia di reati civili e penali, e concesse loro le "Quattro lettere arbitrali", precedentemente dettate da Roberto d'Angiò e indirizzate ai soli regi ufficiali, che facevano acquisir loro le prerogative di commutare le pene, imporne di superiori a quelle stabilite delle leggi, di procedere d'ufficio per alcuni delitti e di torturare il reo senza limite di tempo. In compenso i feudatari pagavano al Re il Relevio (metà delle loro entrate del primo anno in cui succedevano), l'Adoa ed il servizio di investitura.
Nel 1316 vennero censite 1 259 Universitates il cui numero si accrebbe nei secoli successivi.
Le universitates, sopravvissute ai diversi moti del XVIII secolo, tornarono ad avere pieni poteri nel 1806 a seguito dell'abolizione del feudalesimo nel Regno di Napoli.
Il termine universitas, largamente usato nel diritto del Regno di Napoli, cadde in disuso a seguito dell'Unità d'Italia in favore del termine comune, pur non essendo esattamente un sinonimo; infatti, da un punto di vista giuridico, ma anche da quello storiografico, nella tassonomia si può dire che 'universitas' è il genere e che 'comune' è la specie, in quanto i comuni erano 'autonomi', ma non 'autocefali'.

## Ordinamento

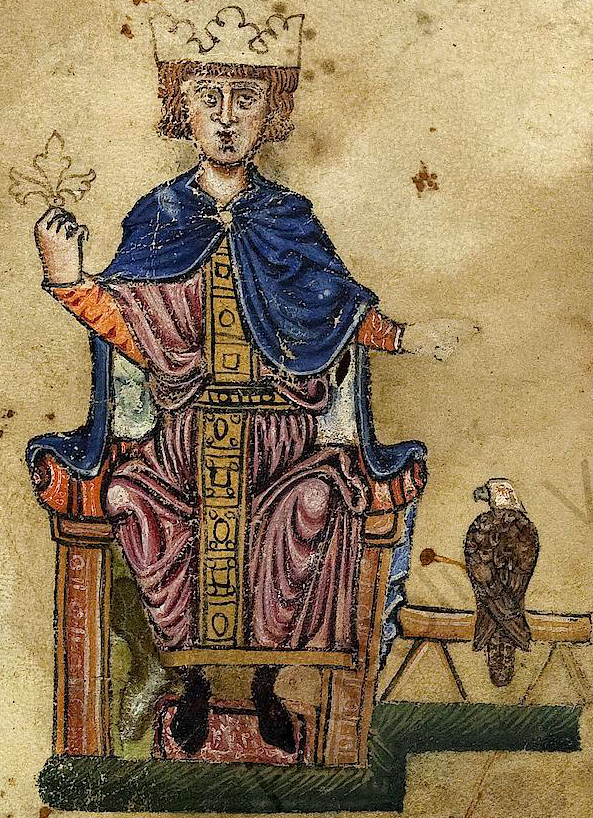
Federico II di Svevia riconobbe personalità giuridica alle Universitates.

L'ordinamento delle varie universitates aveva alla base un'assemblea formata dai capi famiglia più nobili o più degni che ogni anno eleggeva un consiglio (magistratus) composto da un numero di membri (decurioni) che variava a seconda della popolazione (90 decurioni ad Aversa, 36 a Molfetta, 24 ad Ariano, 12 a Cerreto, 6 a Caiazzo; Nocera è stata un unicum di città strutturata da università confederate). Fra i membri del consiglio si nominavano il sindaco (syndicus) e gli assessori (electi), fra cui un aerarius licteratus (un rappresentante che doveva saper leggere e scrivere). Numerose erano poi le altre cariche e le diverse magistrature cittadine: per la determinazione di pesi e misure, per l'amministrazione della giustizia, per la sicurezza dei cittadini, per la manutenzione delle strade, delle mura e delle porte.
L'amministrazione di una università era affidata a pubblici ufficiali scelti fra gli abitanti, ad esclusione di chierici e nobili. In carica per un anno, essi erano competenti o per la parte finanziaria o per quella giudiziaria. Era però previsto un controllo esterno: l'amministrazione della giustizia era supervisionata dal giustiziere provinciale, quella finanziaria era sotto la responsabilità dei capitani del re che si occupavano anche di assicurare l'ordine pubblico. Mancando un responsabile unico, la struttura amministrativa era acefala.
Da essa potevano dipendere dei casali, villaggi in aperta campagna fondati per ospitare i contadini per evitar loro lunghi tragitti di trasferimento verso i fondi che dovevano lavorare, ma non dotati di mura; in un secondo momento questi casali assunsero una propria autonomia rispetto a molte questioni di carattere amministrativo.
Le universitates, a seconda della proprietà, potevano essere feudali se sottoposte ad un feudatario o demaniali se di proprietà della corona.

### Universitates feudali
Le universitates feudali erano proprietà di un feudatario che le amministrava (spesso tramite vassalli). Passavano quindi di castellano in castellano, vendute e comprate come una merce qualsiasi. E non erano solamente le terre a passare di mano, perché la stessa sorte subivano gli uomini e gli animali ad esse legati.
L'amministrazione della giustizia era affidata a giudici di nomina feudale, che però prestavano giuramento al giustiziere della provincia.
Negli altri ambiti, il potere di controllo del capitano del re era in generale molto ridotto, anche perché spesso il feudatario lo nominava proprio castellano (cioè amministratore del feudo) volgendo a proprio favore il conflitto di interessi che ne scaturiva.

### Università demaniali
Le universitates demaniali (il 10% del totale), dipendevano dalla Corona ed erano amministrate da ufficiali regi. Godevano di maggiore libertà e privilegi potendo, in caso di abusi da parte degli amministratori, esercitare il diritto di ricorrere alle autorità superiori ottenendo, di norma, soddisfazione.
L'amministrazione della giustizia, che dipendeva dal giustiziere provinciale, era formata dalla curia dei bàiuli (o curia dei baglivi) responsabile del servizio di polizia urbana e campestre, dell'elevazione di contravvenzioni, dell'arresto di delinquenti e di servi fuggiaschi, della verifica di pesi e misure etc.
I baiuoli erano divisi in due ruoli: gli iudices ad contractus et ad causas amministravano la giustizia mentre gli iudices ad conactus tantum, come rappresentanti dell'autorità regia, si occupavano solo della stipulazione dei contratti pubblici e privati.
Rimanevano in carica nel loro ufficio per un anno ed erano giudici popolari essendo scelti tra le persone di più chiara fama, ma ne erano esclusi chierici e nobili.
Fra i dipendenti dell'università c'erano anche il pubblico banditore ed il mastrogiurato. Quest'ultimo, in particolare, coadiuvava il capitano nei servizi di polizia: comunicava mandati di comparizione in giudizio, riceveva denunzie che poi trasmetteva al Giustiziere, impediva la circolazione di armi proibite, puniva i giocatori d'azzardo, gli usurai e perfino i bestemmiatori.
Il ricavato delle multe inflitte dal mastrogiurato non era incamerato dal fisco ma devoluto al Giustiziere. Questo dava luogo a un conflitto di interessi che non di rado sfociava in comportamenti illeciti.
Le universitates si avvicinano come istituto alle coeve città libere del Sacro Romano Impero e alle Bonne ville della Francia.